# Albertville (Alabama)
Albertville – miasto w Stanach Zjednoczonych, w stanie Alabama, w hrabstwie Marshall. W roku 2023 miasto zamieszkiwało 23 031 osób, a gęstość zaludnienia wynosiła 341,2 osoby/km².